# Serra de les Salines
La serra de les Salines és una serralada fronterera entre les comarques de l'Alt Empordà i el Vallespir, continuació natural de la serra de l'Albera després del coll del Portús. El Roc del Comptador, amb 1.451 metres d'altitud, n'és el cim culminant, i també el sostre de tot l'Empordà.
El principal element patrimonial és l'ermita de la Mare de Déu de les Salines, de l'actual municipi de Maçanet de Cabrenys, però situada al vessant nord de la carena d'aquesta serra.
Des de 1992 una gran part de la serra forma part de l'Espai d'Interès Natural del Massís de les Salines, amb més de 4000 ha de superfície.
La serra és entre els termes comunals de Morellàs i les Illes i Ceret, al nord (Vallespir) i Maçanet de Cabrenys al sud (Alt Empordà).